# Gunnar Ström
Sven Gunnar Ström (* 7. Oktober 1930 in Eskilstuna; † 4. Februar 2024 ebenda) war ein schwedischer Eisschnellläufer.

## Werdegang
Ström, der für den Eskilstuna IK startete, wurde in den Jahren 1949 und 1950 schwedischer Juniorenmeister im Mehrkampf und belegte bei seiner ersten Teilnahme an Olympischen Winterspielen im Februar 1952 in Oslo  den 23. Platz über 500 m sowie den 19. Rang über 1500 m. In den folgenden Jahren lief er bei der Mehrkampfeuropameisterschaft 1953 in Hamar auf den 14. Platz, bei der Mehrkampf-Weltmeisterschaft 1954 in Sapporo auf den 12. Rang und bei der Mehrkampfeuropameisterschaft 1954 in Davos auf den 13. Platz im Großen Vierkampf. Zudem erreichte er im Jahr 1953 mit dem zweiten Platz seine beste Platzierung bei schwedischen Mehrkampfmeisterschaften. In der Saison 1954/55 kam er bei der Mehrkampfeuropameisterschaft 1955 in Falun auf den siebten Platz und bei der Mehrkampf-Weltmeisterschaft 1955 in Moskau auf den 19. Rang im Großen Vierkampf. Nach mehreren Top-Zehn-Platzierungen zu Beginn der Saison 1955/56 belegte er bei den Olympischen Winterspielen 1956 in Cortina d’Ampezzo den 42. Platz über 500 m, den 22. Rang über 1500 m sowie den 15. Platz über 10.000 m. Es folgte der 21. Platz bei der Mehrkampfeuropameisterschaft 1956 in Helsinki und der 31. Rang im Großen Vierkampf bei der Mehrkampf-Weltmeisterschaft 1956 in Oslo. In den folgenden Jahren erreichte er bei der Mehrkampfeuropameisterschaft 1957 in Oslo den 19. Platz, bei der Mehrkampfeuropameisterschaft 1958 in Eskilstuna den 18. Rang und bei der Mehrkampf-Weltmeisterschaft 1958 in Helsinki den 29. Platz im Großen Vierkampf. Nach der Saison 1957/58 nahm er noch bis 1989 an nationalen Rennen teil.

## Erfolge

### Olympische Spiele
- 1952 Oslo: 19. Platz 1500 m, 23. Platz 500 m
- 1956 Cortina d’Ampezzo: 15. Platz 10.000 m, 22. Platz 1500 m, 42. Platz 500 m

### Mehrkampf-Weltmeisterschaften
- 1954 Sapporo: 12. Platz Großer Vierkampf
- 1955 Moskau: 19. Platz Großer Vierkampf
- 1956 Oslo: 31. Platz Großer Vierkampf
- 1958 Helsinki: 29. Platz Großer Vierkampf

### Mehrkampf-Europameisterschaften
- 1953 Hamar: 11. Platz Großer Vierkampf
- 1954 Davos: 13. Platz Großer Vierkampf
- 1955 Falun: 7. Platz Großer Vierkampf
- 1956 Helsinki: 21. Platz Großer Vierkampf
- 1957 Oslo: 19. Platz Großer Vierkampf
- 1958 Eskilstuna: 18. Platz Großer Vierkampf

## Persönliche Bestleistungen
| Disziplin | Zeit        | Datum            | Ort         |
| --------- | ----------- | ---------------- | ----------- |
| 500 m     | 42,1 s      | 14. März 1972    | Eskilstuna  |
| 1000 m    | 1:29,3 min  | 3. März 1965     | Eskilstuna  |
| 1500 m    | 2:14,8 min  | 20. Januar 1956  | Davos       |
| 3000 m    | 4:54,1 min  | 10. Februar 1954 | Misurinasee |
| 5000 m    | 8:28,0 min  | 19. Januar 1956  | Davos       |
| 10.000 m  | 17:11,5 min | 21. Januar 1956  | Davos       |